# John Conyers D’Arcy
John Conyers D’Arcy, britanski general, * 12. februar 1894, † 1. februar 1966.